# Bnej Dekalim
Bnej Dekalim (hebrejsky בני דקלים, doslova Synové palem, v oficiálním přepisu do angličtiny Bne Deqalim, přepisováno též Bene Dekalim nebo Bney Dekalim) je nově zbudovaná obec typu společná osada (jišuv kehilati) v Izraeli, v Jižním distriktu, v Oblastní radě Lachiš.

## Geografie
Leží v nadmořské výšce 388 metrů v zalesněné krajině na pomezí pahorkatiny Šefela a Judských hor. Severně od obce protéká vodní tok Nachal Lachiš, jižně odtud probíhá vádí Nachal Adorajim. Dál k jihu začíná vyprahlá krajina na severním okraji pouště Negev.
Obec se nachází necelých 40 kilometrů od břehu Středozemního moře, cca 63 kilometrů jihojihovýchodně od centra Tel Avivu, cca 40 kilometrů jihozápadně od historického jádra Jeruzalému a 17 kilometrů jihovýchodně od města Kirjat Gat. Bnej Dekalim obývají Židé, přičemž osídlení v tomto regionu je etnicky zcela židovské. Vesnice leží ovšem jen 2 kilometry od Zelené linie, která odděluje Izrael v jeho mezinárodně uznávaných hranicích od Západního břehu Jordánu s převážně arabskou (palestinskou populací). Počátkem 21. století byly ale tyto arabské oblasti fyzicky odděleny pomocí bezpečnostní bariéry.
Bnej Dekalim je na dopravní síť napojen pomocí lokální silnice číslo 3415, která na sever od vesnice ústí do silnice číslo 358.

## Dějiny
Bnej Dekalim byl založen v roce 2009. Tehdy zde začala výstavba domů. Jde o zcela nově budovanou komunitu pro usídlení židovských rodin evakuovaných roku 2005 v rámci plánu jednostranného stažení z osady Neve Dekalim v pásmu Gazy. V první fázi je zde plánováno 150 bytových jednotek, celkem výhledově 500. Populaci tvoří nábožensky orientované rodiny.
Vesnice leží v dosud prakticky neobydleném pohraničním regionu, ve kterém od počátku 21. století probíhá intenzivní osidlovací program a vzniklo zde již několik zcela nových komunit.

## Demografie
Podle údajů z roku 2014 tvořili naprostou většinu obyvatel v Bnej Dekalim Židé (včetně statistické kategorie "ostatní", která zahrnuje nearabské obyvatele židovského původu ale bez formální příslušnosti k židovskému náboženství).
Jde o menší obec vesnického typu. K 31. prosinci 2014 zde žilo 481 lidí. Během roku 2014 populace stoupla o 116,7 %. V roce 2012 ještě oficiální statistické výkazy pro tuto obec neevidovaly žádnou stálou populaci. Populace vesnice je mimořádně mladá. K roku 2013 obec patřila mezi 10 venkovských sídel v Izraeli s nejvyšším podílem obyvatelstva ve věku do 17 let (64,3 % z celkové populace obce).
| Rok            | 2013 | 2014 |
| -------------- | ---- | ---- |
| Počet obyvatel | 222  | 481  |